# Boian, Șumen
Boian (în bulgară Боян) este un sat în comuna Veneț, regiunea Șumen,  Bulgaria. 

## Demografie
Componența etnică a satului Boian
     Turci (83,89%)
     Nicio identificare (15,14%)
     Altele (0,96%)
La recensământul din 2011, populația satului Boian era de 416 locuitori. Din punct de vedere etnic, majoritatea locuitorilor (83,89%) erau turci. Pentru 15,14% din locuitori nu este cunoscută apartenența etnică.